# Joseph Whitworth
Joseph Whitworth (21. prosince 1803 Stockport – 22. ledna 1887 Monte Carlo) byl anglický konstruktér a vynálezce. Zasloužil se o všestranný rozvoj techniky v Británii. Dodnes je známa jím zavedená stupnice závitů.
Sir Whitworth se zabýval i konstrukcí zbraní. Jeho nejznámější konstrukcí je puška Whitworth, která je považovaná za první odstřelovací pušku.